# Portsmouth (Schiff, 1945)
Die USS Portsmouth (CL-102) war ein Leichter Kreuzer der Cleveland-Klasse der United States Navy.

## Geschichte
Die Portsmouth wurde am 29. Juni 1943 bei der Newport News Shipbuilding and Drydock Company in Newport News, Virginia auf Kiel gelegt. Nach der Schiffstaufe durch Mrs. Marian M. Dale und Mrs. Sarah B. Leigh lief der Kreuzer am 20. September 1944 vom Stapel und wurde am 25. Juni 1945 unter dem Kommando von Captain Heber B. Brumbaugh bei der US-Marine in Dienst gestellt.
Nach Erprobungsfahrten vor der kubanischen Küste wurde der Kreuzer der „Operational Development Force“ in Norfolk unterstellt, der er bis zum Frühjahr 1946 angehörte. Im Mai 1946 lief die Portsmouth dann zu einer „goodwill cruise“ nach Afrika aus und besuchte Kapstadt, Lagos, Freetown, Monrovia, Dakar und Casablanca sowie Neapel und Palermo im Mittelmeer. Am 25. November verließ der Kreuzer Norfolk erneut in Richtung Mittelmeer, wo er am 7. Dezember in Neapel eintraf. Die Portsmouth verlegte dann nach Triest und blieb bis Februar 1947 in der Adria. Im März kehrte sie nach Triest zurück, im April setzte der Kreuzer dann Kurs auf die Vereinigten Staaten. Von November 1947 bis März 1948 folgte ein weiterer Einsatz im Mittelmeer zur Begleitung der Midway. Am 11. März ging der Kreuzer im Boston Navy Yard zur Überholung ins Dock. Nach Abschluss der Arbeiten unternahm die Portsmouth mehrere Fahrten mit Marinereservisten in der Karibik. Am 9. März 1949 lief der Kreuzer in den Philadelphia Navy Yard ein, wo die Außerdienststellung vorbereitet wurde. Die Portsmouth wurde am 15. Juni 1949 aus dem aktiven Dienst entlassen und der Atlantic Reserve Fleet überstellt. Am 15. Januar 1971 wurde die Portsmouth aus den Schiffsregistern der US-Marine gestrichen und am 21. März 1974 zur Verschrottung verkauft.